# Ancistrus piriformis
Az Ancistrus piriformis a sugarasúszójú halak (Actinopterygii) osztályának harcsaalakúak (Siluriformes) rendjébe, ezen belül a tepsifejűharcsa-félék (Loricariidae) családjába tartozó faj.

## Előfordulása
Az Ancistrus piriformis Dél-Amerikában fordul elő. Az elterjedési területe főleg Paraguayban van; a Paraná folyó középső szakaszához tartozó Acaray nevű folyómedencében található meg. Újabban Argentína területén is észlelték.

## Megjelenése
Ez a tepsifejűharcsafaj legfeljebb 8,3 centiméter hosszú.

## Életmódja
A mérsékelt övi édesvizeket kedveli. Az Ancistrus piriformis, mint a többi algaevő harcsafaj, a víz fenekén él és keresi meg a táplálékát.